# Auf der Suche nach Fritz Kann
Auf der Suche nach Fritz Kann ist ein Film des Dokumentarfilmers und investigativen Journalisten Marcel Kolvenbach. Kolvenbach verfolgt mit diesem Film ein sehr persönliches Anliegen. Er ist einem Familiengeheimnis auf der Spur, er verfolgt die Spur des ersten Mannes seiner Großmutter – des Juden Fritz Kann, der von den Nazis deportiert und ermordet wurde.
Wer war Fritz Kann? War er sein Großvater? Die Suche führt von Deutschland über Polen bis nach Argentinien, dabei kreuzen sich die Wege anderer Suchender.

## Handlung
Marcel Kolvenbach hat viel von der Welt und ihren Konflikten, von Afrika und dem amerikanischen Kontinent gesehen. Von der Familie seines Vaters, von seinen Großonkeln und seine Großeltern erfährt er sehr wenig, fast nichts. Die letzte Spur von Fritz Kann ist seine Unterschrift neben der seiner Frau – der Großmutter des Autors – auf dem Zeugnis des gemeinsamen Sohnes Horst Kann. So beginnt er die Suche nach diesem Familiengeheimnis.
Erst als der Autor den Historiker Joachim Schröder trifft, wird er fündig. In den Deportationslisten des Erinnerungsorts Alter Schlachthof stoßen sie auf den Namen von Fritz Kann. Spätere Recherchen in anderen Archiven, wie dem Stadtarchiv Mülheim, und der Vergleich mit den Meldeanschriften bestätigen, dass es sich um den Gesuchten handeln muss. Demnach wurde Fritz Kann am 22. April 1942 vom damaligen städtischen Schlachthof an der Rather Straße in Düsseldorf-Derendorf ins Ghetto Izbica im deutsch besetzten Polen deportiert. Und wie Marcel Kolvenbach später feststellt, werden in diesem Transport „DA52“ und in anderen Transporten aus Düsseldorf-Derendorf weitere Familienangehörige in den Tod geschickt.
Für die Gedenkstätte des Erinnerungsortes und deren Video-Zeugnisse interviewt Marcel Kolvenbach Zeitzeugen und Nachkommen.
Mit den Historikern und Mitarbeitern des Bildungswerks Stanisław Hantz reist Marcel Kolvenbach nach Sobibor, ehemals ein reines Vernichtungslager, eine Todesfabrik und nach Izbica, das ehemalige größte „Sammelghetto“ für die Todesfabriken 1942/43.
Im Laufe der Recherchen findet er Angehörige von Fritz Kann, denen oft in letzter Minute die Flucht nach Glasgow und nach Buenos Aires gelang. Er findet das Grab von Max Kann, dem Bruder von Fritz Kann, der 1945 in Buenos Aires verstarb, und die Landungskarte von Lina Kann, der Mutter von Fritz, der noch im November 1939 die Flucht über den Atlantik gelang. Und er findet Nachkommen der Schwester von Fritz Kann, Jeanette, die in Berlin leben. Es war eine lange mühsame Suche, die wohl weitergehen wird.

## Gestaltung
In seinem filmischen Essay vermischen sich die verschiedenen Ebenen der Suche, die Zeitzeugeninterviews, die historischen Dokumente und Analysen der Historiker Joachim Schröder, Steffen Hänschen und Andreas Kahrs mit einem imaginären Erinnerungsraum des Autors, den die israelische Choreographin und Tänzerin Reut Shemesh gestaltet,

## Produktion
- Tanz-Regie und Choreografie: Reut Shemesh
- Filmmusik Cassis B Staudt,[3]
- Wissenschaftliche Beratung: Joachim Schröder
- Verleih: Real Fiction Films[4], Joachim Kühn

## Rezeption

### Auszeichnungen
- 2022 der Publikumspreis „Lüdia“  des Kinofestes Lünen[5]
- 2023 Publikumspreis „Bester Film“ auf dem  20. Punta del Este Jewish Film Festival, Uruguay[6]

### Nominierungen
- Official Selection Buenos Aires Film Festival, Argentina 2022[7]
- Finalist Near Nazareth Film Festival, Israel 2022[8]
- Finalist Polish International Film Festival, Poland 2022
- Nominiert Deutscher Dokumentarfilm Musikpreis 2022[9]

### Kritik
Das Lexikon des internationalen Films gibt drei von fünf Sternen und resümiert, dass „Kann selbst […] nur wenig Konturen an[nimmt], während die Aufarbeitung direkter und indirekter Familiengeschichte interessant und anrührend ausfällt.“